# Ozon
Ozon (z řeckého οζω, ozó, voním), racionální chemický název trikyslík, je alotropní modifikace kyslíku.

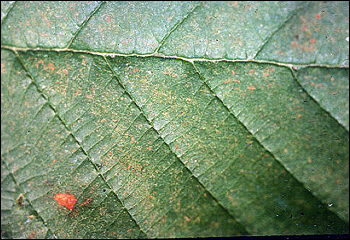
Poškození listu ozonem

Kromě obvyklých dvouatomových molekul O2 se kyslík vyskytuje i ve formě tříatomové molekuly jako ozon O3. Za normálních podmínek je to vysoce reaktivní plyn modré barvy a charakteristického zápachu (chlór, kov, spálený drát) s mimořádně silnými oxidačními účinky. Při teplotě −112 °C kondenzuje na kapalný tmavě modrý ozon a při −193 °C se tvoří červenofialový pevný ozon.

## Vlastnosti a vznik
Molekuly ozonu sestávají ze tří atomů kyslíku namísto dvou, které tvoří molekuly stabilního běžného kyslíku. Molekula ozonu je lomená a úhel, který svírají vazby mezi atomy kyslíku, je 116,8°. Jak naznačují mezomerní strukturní vzorce (viz obrázek), představující mezní elektronové konfigurace této molekuly, je na prostředním atomu kladný náboj, zatímco na obou krajních je záporný náboj poloviční velikosti. Díky tomu a svému lomenému tvaru má molekula značný dipólový moment. Přítomnost dipólového momentu přispívá k zesílení van der Waalsových mezimolekulových přitažlivých sil a spolu s vyšší hmotností molekuly ke snížení těkavosti ozonu ve srovnání s kyslíkem.
Ozon vzniká působením elektrických výbojů nebo krátkovlnného ultrafialového záření (například UV-C) na molekuly obyčejného kyslíku, přičemž tato reakce probíhá ve dvou stupních. V prvním dodaná energie rozštěpí dvouatomovou molekulu dikyslíku na dva atomy, tedy na dva vysoce reaktivní jednoatomové radikály, které se okamžitě spojí s další molekulou dikyslíku za vzniku ozonu:
O2 + hν → 2 O,
O2 + O → O3.
Při normální teplotě a tlaku je ozon namodralý plyn s intenzivním pachem, který člověk registruje při koncentraci menší než 0,1 ppm (citlivost se liší podle jedince). Při ochlazování se nejprve přeměňuje na tmavě modrou kapalinu, a posléze v tmavě modrou pevnou látku. Ozon je silné oxidační činidlo. Je nestabilní a reakcí
2 O3 → 3 O2
se rozkládá na obyčejný kyslík. Průběh reakce se zrychluje se stoupající teplotou a stoupajícím tlakem. Přeměnu ozonu na kyslík urychlují také některé chemické sloučeniny a radikály, například atomy fluoru a chloru (viz heslo ozonová vrstva). Ve vysokých koncentracích je jedovatý. Ve vyšších koncentracích ozon má dezinfekční účinky.

## Měření
Koncentrace ozónu se měří buď chemicky a nebo pomocí míry absorpce ultrafialového záření. U měření ozónu v atmosféře se používají referenční fotometry, které ale budou od roku 2025 nahrazeny přesnějšími metrologicky navázanými metodami, čímž se v průměru zvýší indikovaná hodnota o 1,3 %.

## Výskyt v přírodě

### Troposférický ozon
Opakem životu prospěšného ozonu ve stratosféře je tzv. přízemní neboli troposférický ozon, vyskytující se těsně nad zemským povrchem. Tento plyn je lidskému zdraví nebezpečný, působí dráždění a nemoci dýchacích cest, zvyšuje riziko astmatických záchvatů, podráždění očí a bolest hlavy.[zdroj?] Ozon ale patrně nemá vliv na rozvoj astmatu.
Tento ozon je minoritní složkou nízké atmosféry, zejména fotochemického smogu. Troposférický ozon vzniká složitými chemickými reakcemi oxidů dusíku s těkavými organickými sloučeninami za horkých letních dnů a bezvětří, a to především v městských a průmyslových oblastech.
Zvýšený vznik přízemního ozonu na severní polokouli pozorujeme především za slunečných horkých letních dnů v lokalitách s vysokou koncentrací výfukových plynů - oxidů dusíku a těkavých organických látek v ovzduší. Tento jev se souhrnným názvem označuje jako suchý smog, někdy také fotochemický smog. Pevné částice ve vzduchu ale lze spojit s mnohonásobně více úmrtími.
Ozon také vzniká při požárech či spalování biomasy a může se přenášet na velké vzdálenosti. Hraje také roli při vytváření oblačnosti.

### Ozonová vrstva

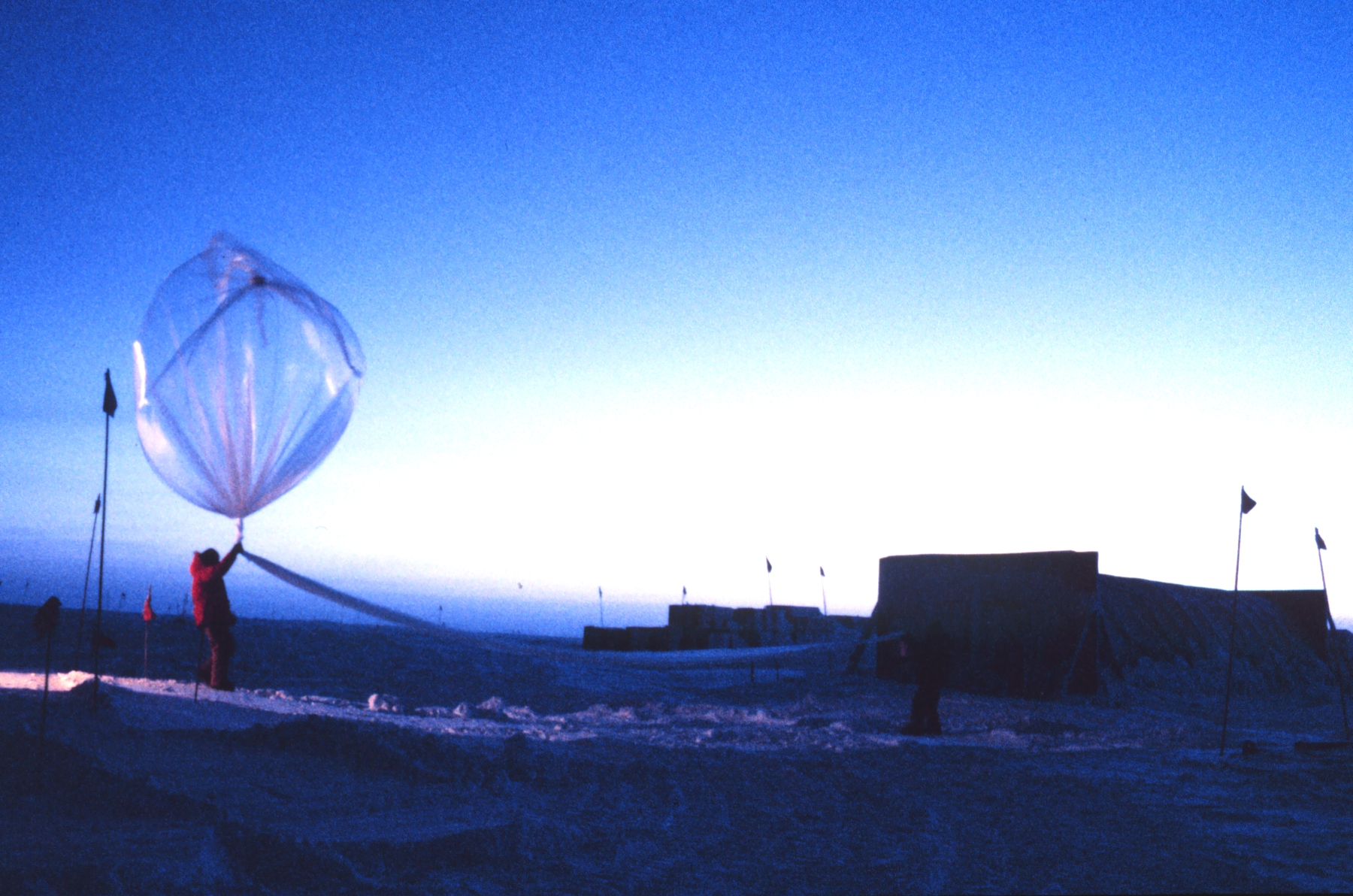
Vypouštění balónu se sondou k monitorování ozonové vrstvy

Vyšší koncentrace v rozsahu 2 až 8 ppm v atmosféře se nacházejí v stratosféře, ležící ve výškách mezi 10 až 50 kilometrů, která zachycuje většinu ultrafialového záření (UV-B) přicházejícího ze Slunce. Kdyby se veškerý ozon ve stratosféře stlačil při tlaku cca 1000 hPa (1 atmosféru), vytvořil by vrstvu tenkou 3,5 mm.
Mimořádně významnou roli pro pozemský život hraje ozonová vrstva atmosféry, která chrání planetu před ultrafialovým slunečním zářením. Je to část stratosféry ve výšce 25 – 35 km nad zemským povrchem, v níž se nachází značně zvýšený poměr ozonu vůči běžnému dvouatomovému kyslíku.

## Působení na živé organismy
Ozon jako silné oxidační činidlo může reagovat s celou škálou biologicky významných látek a způsobuje vznik peroxidů polynenasycených mastných kyselin a aminokyselin enzymů a koenzymů atd. Proto působí negativně na buněčné membrány.

### Vliv ozonu na lidské zdraví
Vdechování ozonu vyvolává pokles kapacity plic v závislosti na jeho koncentraci a na hloubce dýchání. Podle Světové zdravotní organizace (WHO) vdechování ozonu vede ke vzniku zánětlivých onemocnění plic, narušení vývoje plic a snížení jejich funkce. Zvyšuje počet hospitalizací, způsobuje vyšší spotřebu léčiv a zvýšenou úmrtnost.

### Působení ozonu na rostliny
Poškozuje rostlinná pletiva. Mimořádně negativní účinky emisí ozonu jsou známy u jasanu, buku, pajasanu a liliovníku. Příznakem jsou žluté chlorotické skvrny, nebo drobné červené skvrnky, bronzovité zbarvení horní vrstvy, zatímco žilky zůstávají zelené.

## Využití
V chemických laboratořích slouží jako oxidační činidlo, zejména v organické syntéze a při přípravě některých peroxidických sloučenin.
V průmyslu se používá především k bělení (například textilních látek), při dezinfekci, zejména vody, kde ozonizace nahrazuje běžnější a lacinější, ale zdravotně méně výhodné chlorování pitné vody, v potravinářském průmyslu k dezinfekci provozoven a k povrchové konzervaci potravinářských výrobků a v zemědělství k povrchovému ošetření zeleniny a ovoce (zejména zabránění růstu plísní a kvasinek).
Směs asi 10 % kapalného ozonu a 90 % kapalného dikyslíku byla v průběhu 50. let 20. století testována jako okysličovadlo v raketových kapalinových motorech pro zvýšení specifického impulsu. Směs byla značně nebezpečná, a proto nebyla nikdy použita v praxi.
Ozon je silné oxidační činidlo. Jeho desinfekční vlastnosti jsou vynikající, protože má mimořádně velkou mikrobiocidní účinnost. Využívá se v medicíně například pro léčbu akné, atopických ekzémů a dalších kožních defektů. V posledních letech[kdy?] se ozonu využívá ve stomatologii v ozonoterapii.
Poměrně snadno lze připravit ozon tichým elektrickým výbojem v atmosféře čistého kyslíku. Vzniká tak směs kyslíku s ozonem, kde podíl O3 dosahuje obvykle 10 %. Čistý ozon lze pak připravit frakční destilací této plynné směsi.
Praktické využití ozonu je dáno jeho silnými oxidačními účinky.
- V medicíně slouží ke sterilizaci nástrojů. Poněkud diskutabilní jsou účinky ozonové terapie.[zdroj?]
- Baktericidní účinky ozonu se někdy využívají k dezinfekci pitné vody namísto plynného chloru, chlornanů, chloraminu nebo oxidu chloričitého, případně jako první fáze před použitím uvedených látek (preozonizace). Výhodou je, že i při malých dávkách inaktivuje parazitické prvoky a že oxiduje organické látky, aniž by docházelo k tvorbě karcinogenních trihalomethanů.
- Silné oxidační účinky ozonu se využívají v papírenském průmyslu k bělení celulózy při výrobě papíru.

Použití pro desinfekci v domácnostech je účinné pouze při vyšších koncentracích ozonu, které jsou ovšem nebezpečné pro výskyt osob (závisí na výkonu zdroje ozonu, objemu prostoru, ventilaci a času aktivity zdroje). Generátory ozónu či ozonizátory, které svým výkonem umožňují současný bezpečný výskyt osob, jsou pro desinfekci neúčinné.

## Historická poznámka
Poprvé pozoroval zápach ozonu při pokusech s elektrickými jiskrami v roce 1785 nizozemský vědec Martinus van Marum. Jeho objev byl zapomenut. Znovu ozon objevil německý chemik Christian Friedrich Schönbein v roce 1839. Pokládal jej za nový prvek a dal mu název ozon. Pravou podstatu ozonu odhalili v roce 1845 francouzští vědci Auguste de la Rive a Jean-Charles de Marignac, kteří správně předpokládali, že se jedná o formu běžného kyslíku. Jejich teorii dokázal Angličan Thomas Andrews v roce 1856.